# Lijst van voetbalinterlands Amerikaanse Maagdeneilanden - Bahama's
Deze lijst van voetbalinterlands is een overzicht van alle officiële voetbalwedstrijden tussen de nationale teams van de Amerikaanse Maagdeneilanden en de Bahama's. De landen speelden tot op heden drie keer tegen elkaar. De eerste ontmoeting, een kwalificatiewedstrijd voor de Caribbean Cup 1999, werd gespeeld in Nassau op 28 februari 1999. Het laatste duel, een groepswedstrijd tijdens de CONCACAF Nations League 2024/25, vond plaats op 12 oktober 2024 in Bridgetown (Barbados).

## Wedstrijden
| № | Plaats        | Datum            | Competitie                      | Wedstrijd                  | Uitslag |
| - | ------------- | ---------------- | ------------------------------- | -------------------------- | ------- |
| 1 | Nassau        | 28 februari 1999 | Caribbean Cup 1999 kwalificatie | Bahama's − Am. Maagdeneil. | 0 − 0   |
| 2 | Christiansted | 4 september 2024 | CONCACAF Nations League 2024/25 | Am. Maagdeneil. − Bahama's | 3 − 3   |
| 3 | Bridgetown    | 12 oktober 2024  | CONCACAF Nations League 2024/25 | Bahama's − Am. Maagdeneil. | 3 − 1   |

## Samenvatting
| Competitie                 | Totaal gespeeld | Winst Am. Maagdeneil. | Gelijk | Winst Bahama's | Doelsaldo Am. Maagdeneil. – Bahama's |
| -------------------------- | --------------- | --------------------- | ------ | -------------- | ------------------------------------ |
| CONCACAF Nations League    | 2               | 0                     | 1      | 1              | 4 − 6                                |
| Caribbean Cup-kwalificatie | 1               | 0                     | 1      | 0              | 0 − 0                                |
| Totaal                     | 3               | 0                     | 2      | 1              | 4 − 6                                |

Wedstrijden bepaald door strafschoppen worden, in lijn met de FIFA, als een gelijkspel gerekend.